# Таполца
Таполца (на унгарски: Tapolca) е град в област Веспрем, западна Унгария. Населението му е около 16 000 души (2010).
Разположен е на 120 метра надморска височина в Среднодунавската низина, на 10 километра северно от езерото Балатон и на 43 километра югозападно от град Веспрем.

## Известни личности
Родени в Таполца
- Илдико Мадъл (р. 1969), шахматистка